# Athanase Fossé
Athanase Fossé (1851-1923) fue un escultor francés, nacido en Allonville (Picardía)

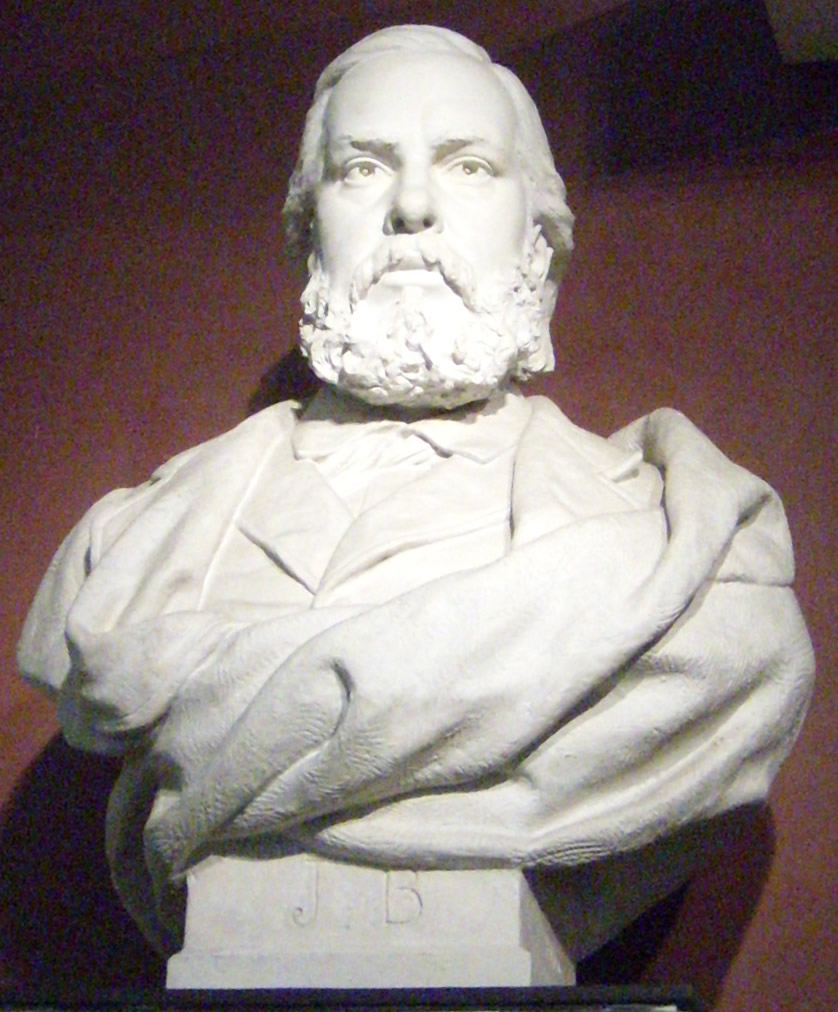
Busto del Diputado de Somme, Jules Barni, realizado en yeso por Athanase Fossé

## Vida y obra
Athanase Fossé había demostrado su talento artístico a temprana edad y fue aceptado en la Escuela de Bellas Artes de Amiens a la edad de 14 años, donde estudió con Le Tellier . Luego se mudó a París, donde fue alumno de Cavalier . Se instaló en París donde se casó con su modelo, Clemétine Gaemans, pero regresó cada año a Allonville para pasar sus vacaciones. 
Fossé talló dos Cariátides de la parte delantera del Ayuntamiento de Amiens (del francés: Hôtel de Ville) . Una de ellas representa la "Justicia" y sostiene una espada y la segunda representa a la "Vigilancia", esta figura sostiene una antorcha encendida . El frontón contiene el escudo de armas de Amiens con esculturas que representan a "Las Artes y las Letras". Para la localidad de Péronne , Fossé ejecuta una estatua en bronce de Marie Fouré , que fue la heroína del sitio de Péronne en 1536. También hay obras de Fossé en el Museo de Picardía, el Museo de Berny, el Museo Alfred Danicourt (busto de Juana de Arco en cerámica y busto de Charles-Henri Michel), y el hospital de Saint-Victor, todos ellos en Amiens, así como en el cementerio de La Madeleine en Amiens. Otra obra de Athanase Fosse, llamada "Les Châtiments", se puede ver en la Place de l'Église de Allonville.

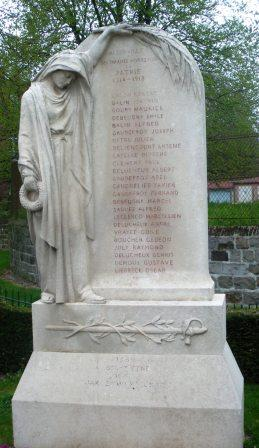
Monumento a los muertos de Allonville

## Monumento a los muertos de Allonville
Allonville se encuentra a pocos kilómetros de Amiens en la carretera D919 y el monumento a los muertos en la 1ª Guerra Mundial de la comuna es obra de Athanase Fossé (1851-1923). Se encuentra situado junto a la iglesia y se completó el 13 de agosto de 1920. Athanase Fossé no cobró por su trabajo, dio sus servicios de forma gratuita ya que había nacido en Allonville y de hecho está enterrado allí. En la iglesia de Allonville hay un relieve realizado por Fossé de Juana de Arco , a la que se muestra saliendo de las llamas, y entregándose a la muerte.